# Sân bay Kotido
Sân bay Kotido (ICAO: HUKO) là một sân bay ở Kotido, Uganda.